# Парламентские выборы в Дании (2011)
Парламентские выборы в Дании прошли 15 сентября 2011 года.
Были избраны 179 депутатов Фолькетинга — 175 от собственно Дании, по 2 от Фарерских островов и Гренландии. 135 депутатов избираются пропорциональным голосованием в 10 избирательных округах (места распределяются по методу д’Ондта), ещё 40 мест равномерно распределяются для отображения адекватной картины предпочтений избирателей (места распределяются по методу Сент-Лагю). Избирательный барьер для прохождения в парламент составляет 2 % голосов.

## Результаты
По итогам выборов победил оппозиционный «красный» блок (Социал-демократическая партия, Радикальная Венстре, Социалистическая народная партия и Красно-зелёная коалиция). Лидеру социал-демократов Хелле Торнинг-Шмитт удалось вместе с остальными партиями «красного» блока получить большинство в Фолькетинге (92 места из 179), сформировать правительство, и она была назначена новым премьер-министром страны.
| Результаты голосования в Дании               | Результаты голосования в Дании | Результаты голосования в Дании | Результаты голосования в Дании | Результаты голосования в Дании |
| Партия; участие в коалициях                  | Партия; участие в коалициях    | Голосов                        | Мест                           | Δ                              |
| -------------------------------------------- | ------------------------------ | ------------------------------ | ------------------------------ | ------------------------------ |
| Венстре                                      | С                              | 947 725 (26,7 %)               | 47                             | ▲ 1                            |
| Социал-демократы                             | К                              | 879 615 (24,8 %)               | 44                             | ▼ 1                            |
| Датская народная партия                      | С                              | 436 726 (12,3 %)               | 22                             | ▼ 3                            |
| Радикальная Венстре                          | К                              | 336 698 (9,5 %)                | 17                             | ▲ 8                            |
| Социалистическая народная партия             | К                              | 326 192 (9,2 %)                | 16                             | ▼ 7                            |
| Красно-зелёная коалиция                      | К                              | 236 860 (6,7 %)                | 12                             | ▲ 8                            |
| Либеральный альянс                           | С                              | 176 585 (5,0 %)                | 9                              | ▲ 4                            |
| Консервативная народная партия               | С                              | 174 047 (4,9 %)                | 8                              | ▼ 10                           |
| Христианские демократы                       | С                              | 28 070 (0,8 %)                 | 0                              | ▬                              |
| Независимые                                  | Независимые                    | 1850 (0,1 %)                   | 0                              | ▬                              |
| Результаты голосования на Фарерских островах |                                |                                |                                |                                |
| Партия союза                                 | С                              | 6361 (30,8 %)                  | 1                              | ▬                              |
| Социал-демократическая партия                | К                              | 4328 (21,0 %)                  | 1                              | ▲ 1                            |
| Республика                                   | Республика                     | 3998 (19,4 %)                  | 0                              | ▼ 1                            |
| Народная партия                              | Народная партия                | 3932 (19,0 %)                  | 0                              | ▬                              |
| Партия центра                                | Партия центра                  | 872 (4,2 %)                    | 0                              | ▬                              |
| Партия самоуправления                        | Партия самоуправления          | 481 (2,3 %)                    | 0                              | ▬                              |
| Независимые                                  | Независимые                    | 672 (3,3 %)                    | 0                              | ▬                              |
| Результаты голосования в Гренландии          |                                |                                |                                |                                |
| Народное сообщество                          | К                              | 9780 (42,7 %)                  | 1                              | ▬                              |
| Вперёд                                       | К                              | 8499 (37,1 %)                  | 1                              | ▬                              |
| Демократы                                    | Демократы                      | 2882 (12,6 %)                  | 0                              | ▬                              |
| Чувство сообщества                           | Чувство сообщества             | 1728 (7,5 %)                   | 0                              | ▬                              |
| Независимые                                  | Независимые                    | 24 (0,1 %)                     | 0                              | ▬                              |